# Nagy Tamás (labdarúgó, 1976)
Nagy Tamás (Budapest, 1976. június 6.) magyar labdarúgó, aki jelenleg az FC Dabas játékosa.

## Pályafutása

### A válogatottban
Összesen három mérkőzésen lépett pályára. A Csepel SC csatáraként Mészöly Kálmán kapitánysága alatt debütált – igaz csak három percnyi játéklehetőséggel – az 1995. november 11-i Európa-bajnoki-selejtező mérkőzésen Izland ellen. Közel öt év múlva, akkor már Bicskei Bertalan irányítása alatt álló nemzeti tizenegy Ausztrália elleni barátságos mérkőzésén lépett először és utoljára kezdőként a pályára.

## Statisztika

### Mérkőzései a válogatottban
| Magyarország | Magyarország       | Magyarország                | Magyarország | Magyarország | Magyarország | Magyarország | Magyarország | Magyarország |
| #            | Dátum              | Helyszín                    | Hazai        | Eredmény     | Vendég       | Kiírás       | Gólok        | Esemény      |
| ------------ | ------------------ | --------------------------- | ------------ | ------------ | ------------ | ------------ | ------------ | ------------ |
| 1.           | 1995. november 11. | Budapest, Fáy utcai Stadion | Magyarország | 1 – 0        | Izland       | Eb-selejtező | -            | 88'          |
| 2.           | 2000. február 23.  | Budapest, Üllői úti Stadion | Magyarország | 0 – 3        | Ausztrália   | barátságos   | -            |              |
| 3.           | 2001. március 7.   | Ammán                       | Jordánia     | 1 – 1        | Magyarország | barátságos   | -            | 46'          |
|              | Összesen           |                             |              | 3            | mérkőzés     |              | 0            | gól          |

## Külső hivatkozások
- Hivatásos Labdarúgók Szervezete
- Nemzeti Sport Online
- NB1.hu
- B36 hivatalos oldala Archiválva 2009. április 14-i dátummal a Wayback Machine-ben
- FC Dabas hivatalos oldala